# Salvador Lilli
Salvador Lilli (Cappadocia (Italia), 19 de junio de 1853 - Marash Armenia, 22 de noviembre de 1895). sacerdote franciscano de Orden de Hermanos Menores, italiano, párroco de Marash, y mártir armenio , masacrados, sacrificado en Marash junto con 7 laicos armenios producto de la persecución a los cristianos y masacres hamidianas perpetradas por el sultán reinante en esos años, Abdul Hamid II, conocido como el sultán rojo por esta razón, del decaído y feneciente Imperio Otomano el 29 de noviembre de 1895. Estos mártires fueron y beatificados por el papa Juan Pablo II en 1982, por no querer renegar de su fe y defender el honor de ser cristianos. 

## Trayectoria

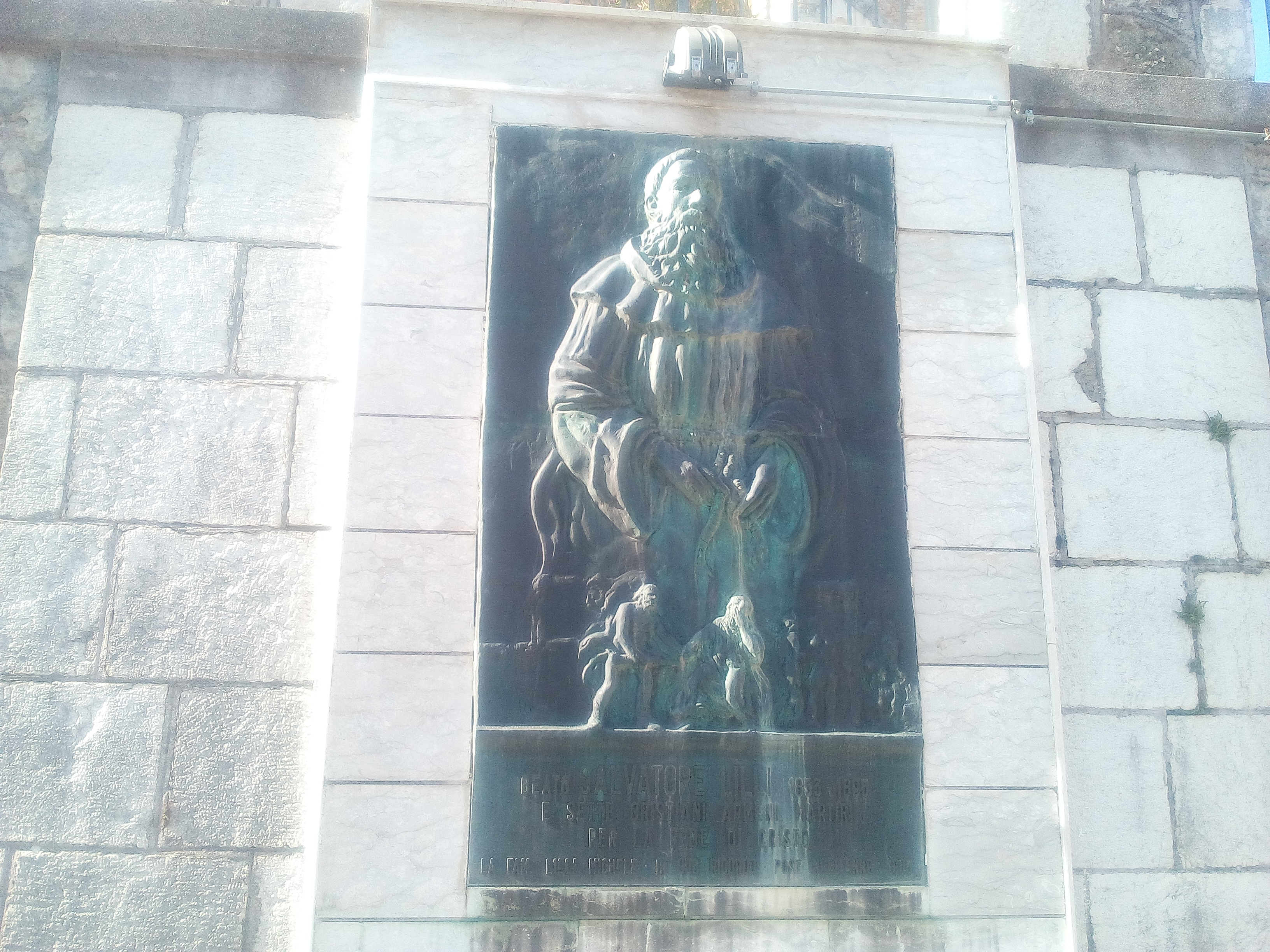
Escultura del franciscano Salvador Lilli

Salvador fue hijo del transportista de carbón y leña, Vicenzo y Annunziata Lili. A los 17 años, el 24 de julio de 1870 ingresó a la orden franciscana de los hermanos menores. En 1873 fue enviado a continuar sus estudios en el Convento de San Salvador en Jerusalén, Palestina, en Tierra Santa, pues Italia sufría restricciones religiosas y había suprimido la operación de órdenes religiosas en su territorio. Recibió la ordenación sacerdotal en Jerusalén, el 6 de abril de 1878.
En 1880 fue enviado a Marash, en Armenia (hoy Turquía), que era territorio bajo custodia franciscana y abarcaba desde Armenia, Siria, Jordania, Líbano, Israel, Chipre y Rodas hasta Egipto, donde aprendió el idioma árabe, turco, y armenio.
En 1890 fue nombrado párroco de esa localidad. Ahí construyó una escuela, un hospital y un asilo para abandonados. En 1891 una epidemia de cólera azotó la región, el padre Lilli cuidó de los enfermos de manera tal, que sus colaboradores lo juzgaron de exagerado. En 1894 pasó como párroco a la misión de Mujuk–Deresi, a siete horas de viaje a caballo de Marash.

## El martirio
En 1894 estalló una fuerte persecución contra los cristianos armenios, que anteriormente ya habían sido marginados y despreciados a causa de su fidelidad a la religión cristiana. Hubo matanza de hombres, mujeres, niños y ancianos por lo que causó miles de víctimas en la región. Salvatore recibió un mensaje urgente de sus superiores que le sugerían que abandonase el puesto; hubo un segundo mensaje en el mismo sentido, y el misionero respondió que "el Pastor no puede abandonar a las ovejas en peligro", y decidió quedarse junto a sus fieles armenios perseguidos.
Un mes después, su convento fue invadido por la tropa otomana, y los soldados entraron a bayoneta calada donde el franciscano fue herido en una pierna. Los soldados proclamando amenazas y malos tratos alternados con promesas de liberación por parte del jefe de los soldados, quienes trataban de conseguir que renegase de Cristo y abrazase el islam, y por haberse negado a hacerlo, fue hecho prisionero y encerrado en una celda en la casa franciscana.
Una semana después quemaron a misión, lo amarraron y obligaron a partir con varios campesinos del lugar, también prisioneros, hacia Marash. Se reunieron todos en la iglesia y, Lilli los confesó y animó frente al inminente martirio. Fueron conminados a caminar al menos dos horas (en el grupo había una niña de 11 años que luego fue testigo sobreviviente del martirio), llegaron al borde del río Zihun, cerca de la ciudad de Marash, en Cilicia, el jefe de nuevo les conminó a renegar de Cristo. Ante su unánime respuesta negativa, el comandante ordenó matarlos a bayoneta calada.  
El martirio se consumó el 22 de noviembre de 1895, cuando el P. Salvador Lilli tenía 42 años. siendo sus cuerpos primeramente profanados y posteriormente quemados. Sus siete compañeros armenios de martirio fueron: 
- Baldji Oghlou Ohannes (Juan)
- Khodianin Oghlou Kadir
- Kouradji Oghlou Tzeroum
- Dimbalac Oghlou Wartavar
- Geremia Oghlou Boghos
- David Oghlou David
- Toros Oghlou David[3]

## Beatificación
El proceso ordinario para la beatificación de estos mártires se instruyó en 1931, y en 1939 fueron declarados siervos de Dios. La causa se incorporó en la Sagrada Congregación de Ritos el año 1959, siendo Papa Juan XXIII, conocedor y amante de las Iglesias orientales de Europa. En 1963 se instruyeron procesos apostólicos en Alepo, Siria y Beirut. El domingo 3 de octubre de 1982, su santidad Juan Pablo II los proclamó Beatos, al padre Salvador Lilli y a sus siete feligreses armenios, en la clausura de la celebración del VIII centenario del nacimiento de San Francisco de Asís. La celebración de su festividad se celebra el 19 de noviembre.

## Reconocimientos
Una capilla en Capadocia está dedicada al beato. Un vino de la región de Capadocia ha sido denominado con el nombre de Salvatore Lilli. 